# Norico (provincia romana)
Il Norico (in latino Noricum) era una provincia dell'Impero romano, situata nell'odierna Austria, Slovenia e una piccola parte dell'Italia (regione storica del Norico).

## Statuto
Creata provincia da Claudio sotto l'autorità di un Procurator Augusti. A seguito delle guerre marcomanniche, il Norico mutò in provincia retta da un legatus Augusti pro praetore intorno al 175 d.C., con la conseguente dislocazione della legio II Italica, stanziata a Lauriacum (l'attuale Enns). Con la riforma dioclezianea la provincia venne divisa in Noricum Ripense (parte settentrionale e danubiana) e Noricum Mediterraneum (parte meridionale).
La capitale al tempo di Claudio era Virunum. Al tempo delle guerre marcomanniche venne spostata a Ovilava, mentre verso la fine del regno di Marco Aurelio o agli inizi di quello del figlio Commodo, la capitale venne trasferita con l'unica legione presente lungo il competente tratto di limes a Lauriacum.
| EVOLUZIONE DEL N O R I C U M | EVOLUZIONE DEL N O R I C U M    | EVOLUZIONE DEL N O R I C U M    | EVOLUZIONE DEL N O R I C U M    | EVOLUZIONE DEL N O R I C U M    |
| ---------------------------- | ------------------------------- | ------------------------------- | ------------------------------- | ------------------------------- |
| prima della conquista romana | Norico (Norici, Taurisci e Boi) | Norico (Norici, Taurisci e Boi) | Norico (Norici, Taurisci e Boi) | Norico (Norici, Taurisci e Boi) |
| dal 50                       | Norico                          | Norico                          | Norico                          | Norico                          |
| dal 293                      | Noricum ripense                 | Noricum ripense                 | Noricum mediterraneum           | Noricum mediterraneum           |

## Storia

### Da Augusto a Claudio

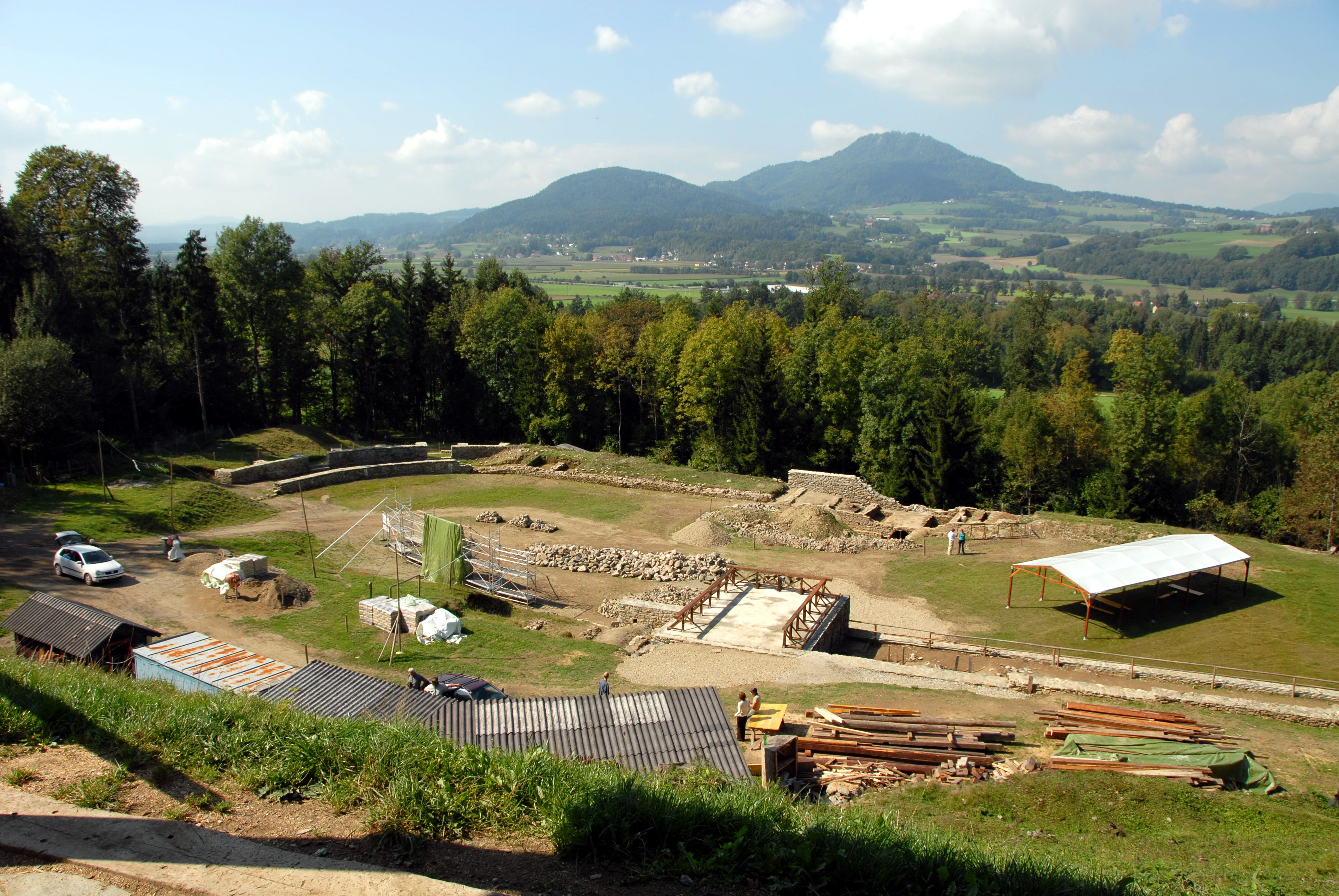
Scavi nell'area dell'arena di Virunum

A differenza dei Reti e di altre popolazioni alpine, il regnum Noricum, che fin dal II secolo a.C. intratteneva rapporti di amicizia e alleanza con Roma, entrò pacificamente sotto il dominio romano. Nel Trofeo delle Alpi non compare nessuna popolazione del Norico fra le gentes devictae. La prima forma di potere romano nella regione dovette essere la prefettura civitatum, probabilmente in analogia con la  creazione della prefettura della Rezia e Vindolicia nell'ultima età augustea.
Diversamente che in Rezia, infatti, l'alleanza e la comunione di interessi che da lungo tempo accomunava Roma al regnum Norici può aver favorito il perdurare del regno (magari sotto la forma di una prefettura fittizia sul modello di quanto accaduta nella Alpi Cozie) sino all'età di Claudio. In favore di questa cronologia gioca l'attestazione del primo procuratore della provincia del Norico, C. Baebius Atticus, che diversi incarichi come praefectus civitatum nella Alpi Marittime e in Mesia, divenne procuratore di Claudio in Norico (CIL, V 1839).

### Il secondo secolo

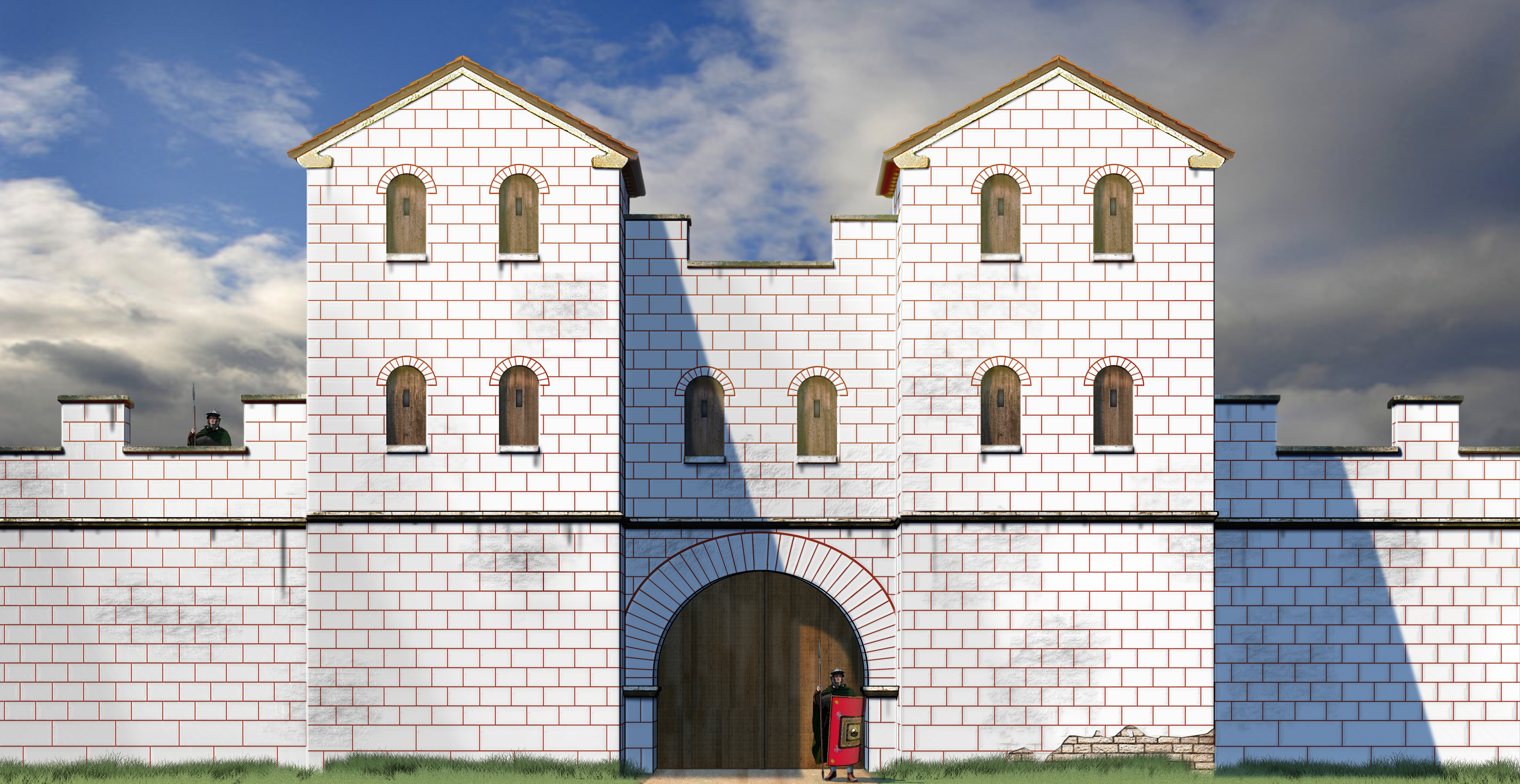
Ricostruzione della porta settentrionale del forte di Favianis (Mautern an der Donau) presso il Danubio, nell'odierna Austria. Alcune parti del cancello sono state portate alla luce dagli scavi condotti nel 1996-1997.

Lo statuto della provincia del Norico venne modificato in concomitanza con il riassetto della vicina Rezia alla metà degli anni settanta del II secolo d.C. Lo stanziamento della legio II Italica nel territorio della provincia a seguito della campagna contro le popolazioni transdanubiane ad opera di Marco Aurelio, portò all'adozione di uno statuto legatario, con a capo un legatus di rango pretorio.

### III-V secolo: i barbari
A partire dal III secolo, il Norico subì, alla stregua del resto delle province poste sul limes danubiano, continue invasioni da parte di Alemanni, Iutungi, Marcomanni, Naristi, Vandali, Suebi.
Nel corso del V secolo si verificò una graduale disgregazione dell'esercito romano posto a difesa del Norico, a causa del progressivo calo del gettito fiscale che perveniva nelle casse di Ravenna. Testimonianze di questo processo sono la Notitia Dignitatum e la vita agiografica di San Severino. Se infatti all'inizio del V secolo, la provincia del Norico era difesa da due legioni (Legio II Italica e Legio I Noricorum) nonché da tre coorti di fanteria, quattro unità di cavalleria ordinaria e da due di arcieri a cavallo (in totale 10 000 uomini), già nel 420 la Notitia mostra che all'epoca del generale Costanzo vennero spostate nell'esercito campale d'Illirico due reggimenti di lancieri in precedenza poste in difesa del limes del Norico. Molto probabilmente l'ulteriore calo di gettito fiscale dell'Impero dovuto alla perdita dell'Africa costrinse Ezio a ritirare altre truppe dal Norico. La vita di San Severino, opera agiografica composta da Eugippio intorno al 510, riporta intorno al 460 solo due unità a difesa del Norico, a Faviana e a Batavis, anche se Eugippio potrebbe aver esagerato la pochezza delle truppe romane a difesa del Norico perché un grande esercito romano avrebbe offuscato l'importanza del santo nella lotta contro i barbari.
La Vita di San Severino riporta come a causa del calo del gettito fiscale dell'Impero le truppe del Norico ricevettero la loro paga sempre più irregolarmente, fino a quando la paga cessò del tutto e le truppe sbandarono:
(Vita di San Severino, riportato in Heather, p. 495.)
La Vita riporta che la guarnigione di Batavis, non ricevendo più la paga, decise di recarsi in Italia per sollecitare l'ultimo pagamento, ma durante il tragitto venne annientata dai barbari. Sempre la Vita ci narra che la guarnigione di Faviana, a causa della carenza di uomini e di equipaggiamenti, si ritrovò impotente contro i predoni barbari. Comunque sia, anche se alla fine le truppe sbandarono (Heather ipotizza tra il 460 e il 470, probabilmente dopo la spedizione contro i Vandali del 468) e l'esercito romano del Norico si dissolse, gli ex soldati dell'esercito romano, dovendo comunque difendere le loro famiglie, continuarono a difendere le loro città dai barbari formando nuove milizie cittadine che presero il posto delle vecchie guarnigioni romane.
Le nuove milizie cittadine dovettero fronteggiare le incursioni di numerosi barbari come Alemanni, Eruli, Ostrogoti e Rugi. I Rugi, in particolare, facevano frequenti incursioni nel Norico costringendo gli abitanti locali a pagare loro un tributo per essere lasciati in pace, ma talvolta parte della popolazione veniva catturata e deportata al di là del Danubio. Nel 482 alcune città romane (o meglio subromane, dato che nel 476 l'Impero d'Occidente era caduto) nel Norico ancora resistevano, ma molte altre erano cadute in mano barbara e alla fine tutto il Norico venne conquistato dai Rugi.
La Vita di San Severino attesta che la città di Comagenis aveva una guarnigione di Barbari, che in teoria erano entrati in alleanza con i Romani per difenderli, ma che in realtà li tiranneggiavano, non permettendo loro di entrare o di uscire dalla città, salvo casi particolari. Eugippio narra anche che la città di Favianis soffrì la carestia e dovette richiedere l'intervento di Severino, e che alla fine il problema fu risolto con l'arrivo dalla Rezia di imbarcazioni cariche di beni da commerciare.
La città di Favianis era esposta, come altre città del Norico, alle incursioni di predoni barbari che catturavano tutti i cittadini che sorprendevano fuori dalle mura. Severino narra che in alcuni casi i Rugi ordinarono la deportazione in cattività dei Romani al di là del Danubio: questo fu il caso di un villaggio nei pressi di Favianis; Gisone, la moglie del re dei Rugi Feleteo, aveva ordinato che la popolazione di quel villaggio venisse deportata a nord del Danubio; quando però il figlio di lei fu preso in ostaggio da dei fabbri, ella si affrettò subito a rispedire indietro gli abitanti deportati in cambio della liberazione del figlio. Severino fu molto diligente e abile nelle sue missioni diplomatiche per ottenere il riscatto dei prigionieri.
La vita di San Severino attesta anche la crescente insicurezza nella regione a causa dei sempre più incessanti assalti dei Barbari. Gli abitanti di Quintanis, per esempio, per sfuggire alle incessanti incursioni degli Alemanni, evacuarono la loro città e si trasferirono a Batavis. Tuttavia questo non fece altro a motivare ancora di più gli Alemanni ad assaltare Batavis, sperando così, in caso di felice esito dell'assedio, di poter saccheggiare i beni degli abitanti di due città in un solo attacco. I Romani riuscirono tuttavia a respingere l'attacco degli Alemanni, mettendo il nemico in fuga. Poco tempo dopo, tuttavia, sembrerebbe per suggerimento di San Severino, gran parte della popolazione lasciò Batavis per stabilirsi a Lauriacum; subito dopo il trasferimento, Batavis fu espugnata e devastata dai Turingi, che massacrarono o fecero prigionieri gli abitanti che erano rimasti in città. La Vita di San Severino attesta che, all'epoca in cui avvenne il trasferimento a Lauriacum, le città sull'alto corso del Danubio erano state distrutte dalle incursioni nemiche. Anche la città di Lauriacum, dove si erano rifugiati i fuggitivi dalle fortezze sull'alto corso del Danubio, ben presto venne presa d'assalto dalle armate barbare, anche se essa riuscì a resistere per qualche tempo.  Fu soprattutto Feleteo, re dei Rugi, che, informato che i fuggitivi dalle città dell'alto corso del Danubio avevano trovato riparo a Lauriacum, decise di assaltare la città, con lo scopo di sottometterli sotto il suo dominio e deportarli e insediarli nelle città, tra cui spiccava Favianis, che gli erano tributarie e che erano separate dai Rugi soltanto dal Danubio. Alla fine i fuggitivi lasciarono Lauriacum, vennero amichevolmente stabiliti nelle città, e vissero in alleanza amichevole con i Rugi.
Nel 488 Odoacre invase il Norico, sconfiggendo i Rugi, mettendo in fuga il re Federico e deportando prigionieri in Italia Feleteo e la moglie. Quando Odoacre scoprì che Federico era tornato in Norico, inviò un esercito consistente sotto il comando del fratello Onulfo; questi sconfisse Federico, costringendolo a trovare riparo presso il re ostrogoto Teodorico. Onulfo, per ordine del fratello Odoacre, ordinò a tutti i Romani del Norico di migrare in Italia, liberandoli così dalle depredazioni dei Barbari; i Romani del Norico abbandonarono dunque le loro città sulle rive del Danubio, e vennero alloggiati nei distretti d'Italia.
Una volta disgregatosi l'Impero romano d'occidente, vi si insediarono i Rugi ed un secolo più tardi, i Longobardi. Fece parte, infine, del regno ostrogoto d'Italia.

## Esercito e difesa
Il contingente di ausiliari del Norico era fra i più copiosi fra tutte le province procuratorie; la posizione esposta, il lungo tratto del Danubio da sorvegliare e la geomorfologia del territorio, dovevano costituire problemi quotidiani nell'opera di controllo esterno ed interno alla provincia. Già età giulio-claudia si contano 8 coorti e una sola ala (miliaria); con Adriano le alae aumentano da 1 a 3, mentre le coorti diminuiscono al numero di 6. In pieno II secolo d.C., la forza militare sotto il comando del procuratore era costituita da 14 cohortes e 8 alae. Dal 175 d.C., fu stanziata la legio II Italica.

### Lungo illimesdanubiano
Qui sotto troverete una tabella riassuntiva delle fortificazioni di questo tratto di limes, con relativa legenda:
- legio=legione romana
- coh.=coorte
- mil=milliaria (composta da 1 000 uomini)
- eq.=coorte equitata
- ala=unità di cavalleria
- vexill=vexillationes
- c.R.=civium Romanorum

| Forte/burgus lungo il limes | località antica          | località moderna    | dal                | al           | Misure        | Unità ausiliarie presenti in differenti periodi | Mappe |
| --------------------------- | ------------------------ | ------------------- | ------------------ | ------------ | ------------- | --- | ----- |
| Forte (Rezia)               | Castra Batava            | Passavia            | 50 ca.             | 400 ca.      |               | Coh.IX Batavorum eq.mill. exploratorum |       |
| Forte (Norico)              | Boiodurum/Boiotro        | Innstadt            | 90 ca.             | 250 ca.      | 1,4 ha        | |       |
| Forte                       | Stanacum                 | Oberranna           |                    |              |               | |       |
| Forte e flotta              | Ioviacum                 | Schlögen            | I secolo           | V secolo     | 0,65 ha       | vexill. legio II Italica Cohors V Breucorum (?) numerus Maurorum |       |
| Forte                       | Ad Mauros                | Eferding            |                    |              |               | |       |
| Forte alare                 | Lentia                   | Linz                |                    |              |               | |       |
| Fortezza e flotta           | Lauriacum                | Enns                | 190                | V secolo     | 22,4 ha       | legio II Italica |       |
| Fortezza legionaria         | ?                        | Albing              | 173 ca.            | 190/205 ca.  | 23,3 ha       | legio II Italica Ala Antoniana |       |
| Forte e flotta              | Locus Felicis?           | Wallsee             | I secolo           | V secolo     | 3,1 ha        | cohors I Aelia Brittonum cohors V Breucorum legio I Noricorum (liburnari) |       |
| Forte                       | Adiuvense                | Mauer bei Amstetten |                    |              |               | |       |
| Torre avvistamento          | ?                        | Ybbs                |                    |              |               | |       |
| Forte                       | Arelape                  | Pöchlarn            |                    |              |               | |       |
| Torre avvistamento e flotta | ?                        | Melk-Spielberg      | Vespasiano?        | V secolo     |               | |       |
| Torre avvistamento          | ?                        | Bacharnsdorf        | fine IV secolo     | V-VI secolo  | 0,014 ha      | |       |
| Torre avvistamento          | ?                        | Windstallgraben     |                    |              |               | |       |
| Forte                       | Favianis o Fafianae      | Mautern             | I secolo           | V secolo     | 3,6 e 5,25 ha | vexill. legio X Gemina (?) vexill. legio XIIII Gemina Martia victrix (?) Cohors I Ubiorum (?) Cohors I Aelia Brittonum (Antoniana) (?) Cohors II Batavorum legio I Noricorum (liburnari) |       |
| Torre avvistamento          | ?                        | Hollenburg          | V secolo (?)       | V secolo (?) |               | |       |
| Forte                       | Augustiana o Augustianis | Traismauer          | Claudio/Flavi      | V secolo     | 3,75/4,1 ha   | vexill. legio XIIII Gemina (?) Ala I Hispanorum Auriana (?) Ala I Augustiana Thracum equites Dalmatae                                                                                    |       |
| Forte                       | Astura o Asturis?        | Zwentendorf         | Domiziano?         | V secolo     | 2,2 ha        | vexill. legio II Italica (?) Cohors II Batavorum vexill. Legio I Noricorum Cohors I Asturum                                                                                              |       |
| Forte alare                 | Comagena                 | Tulln               | Domiziano (84 ca.) | V secolo     | 4,2 ha        | Ala I Commagenorum Equites promoti Comagenis |       |
| Forte                       | Cannabiaca               | Zeiselmauer         | Flavi (80 ca.)     | IV-V secolo  | 2,2 ha        | Coh. I Asturum ? Coh. V Breucorum Coh. II Thracum eq. pia fidelis Coh.I Astrurum Coh.II Thracum eq. pia fidelis vexill. legio X Gemina legio II Italica                                  |       |
| Torre di avvistamento       | ?                        | Greifenstein        |                    |              |               | |       |
| fortezza legionaria         | nei pressi diCeleia      | Ločica              | 170                | 173/4        |               | legio II Italica |       |

## Geografia politica e economica

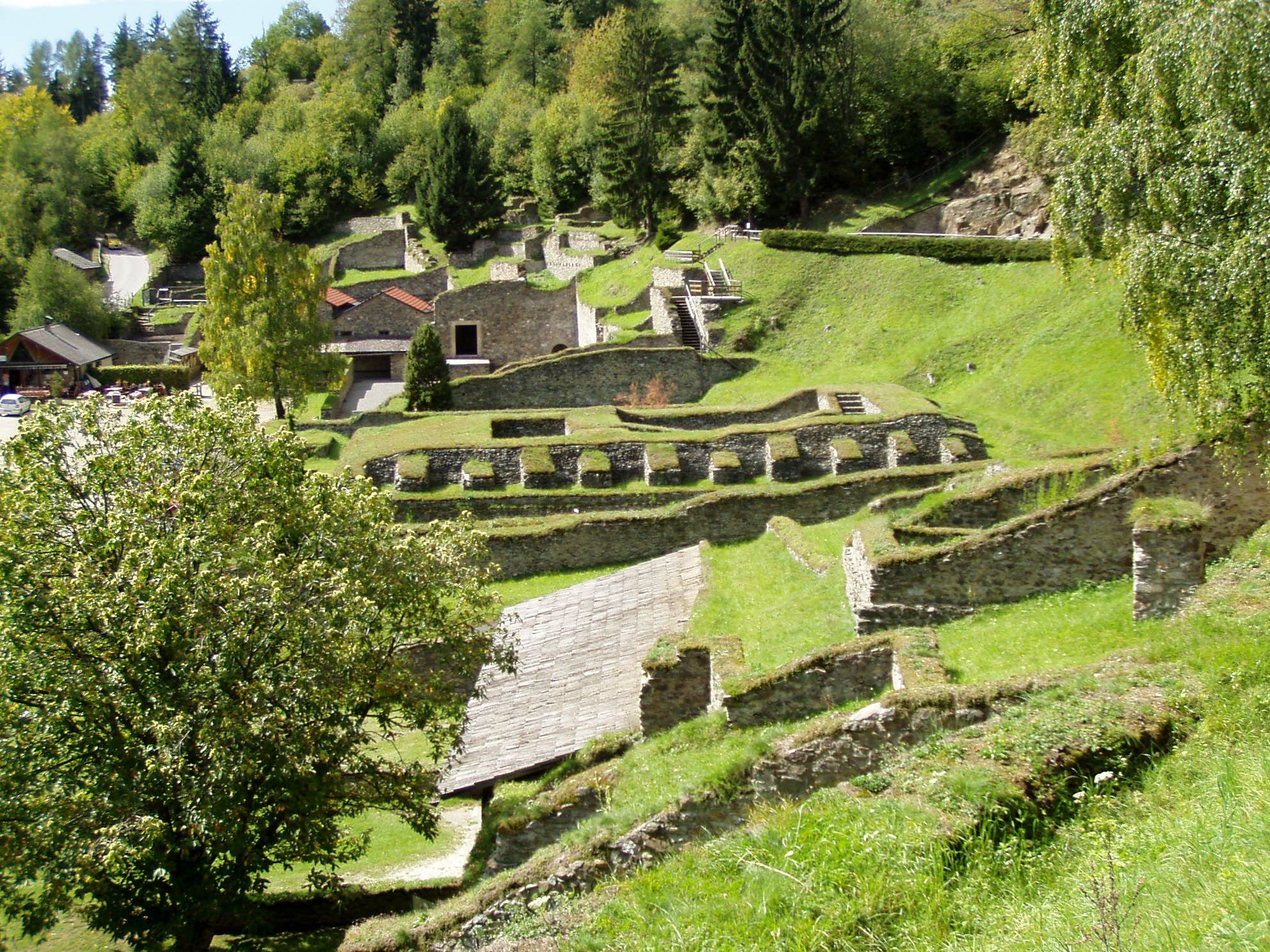
Scavi a Magdalensberg

Capoluogo provinciale era Virunum, che divenne un municipio con Claudio.  Altra importante città della provincia era sicuramente Celeia; vi era poi Magdalensberg, forse capoluogo del regnum Norici, e sede del capo della confederazione di popoli presenti in Norico in età preromana. Dopo la guerra marcomannica, la capitale provinciale divenne Lauriacum (oggi Enns) dove era stanziata la legio II Italica e, in un secondo tempo, Ovilava, a ridosso del Danubio. Altro centro importante era la città di Teurnia, nell'attuale Carinzia.